# Chôn sống
Chôn sống ám chỉ hành vi chôn người hay động vật xuống đất khi vẫn còn đang sống một cách cố tình hay vô tình.
Con người có thể bị vô tình chôn sống nếu người khác nghĩ rằng họ đã chết (xem chết lâm sàng) trong một số trường hợp khi người bệnh quá yếu và máy đo nhịp tim không còn nhận ra nhịp đập của họ và kết luận rằng họ đã chết. Và cố tình chôn sống được dùng như một hình thức tra tấn, giết người hoặc xử tử trong quy định của một số quốc gia thời Trung Cổ. Trong một số trường hợp, việc chôn sống được người bị chôn sống đồng ý như là một trò nguy hiểm, hay là một hình thức tự sát như của Lý Trần Quán trong lịch sử Việt Nam.
Động vật thường hay bị chôn sống trong các hình thức hiến tế, hay là trong các đợt dịch bệnh khi bắt buộc phải chôn sống chúng để phòng ngừa dịch bệnh lây lan.

## Tử hình bằng chôn sống
Khi thực hiện án tử hình này. Người ta sẽ đào một cái hố chỉ đủ cho một người đứng và cho đầu lên trên. Sau khi đọc lệnh tuyên án, phạm nhân sẽ bị đẩy xuống cái hố và lấp đất lại chỉ cho cái đầu ngoi lên và không cho uống nước ăn uống gì cả. Người ta sẽ cho người đứng canh trong vài ngày, trong vài ngày đó nếu phạm nhân không chết sẽ bị viên sĩ quan bắn một phát vào thái dương cho chết. Sau khi phạm nhân chết, phạm nhân sẽ được moi lên lại cho vào quan tài rồi chôn lại xuống đất.